# The Narrow Street
The Narrow Street é um filme de comédia mudo produzido nos Estados Unidos, dirigido por William Beaudine e lançado em 1925.